# 巴约勒 (奥恩省)
巴约勒（法語：Bailleul，法語發音：[bajœl] ⓘ）是法国奥恩省的一个市镇，位于该省北部略偏西，属于阿让唐区。

## 地理
巴约勒（48°48'30"N, 0°1'11"W）面积16.67 平方千米，位于法国诺曼底大区奧恩省，该省份为法国西北部内陆省份，北起顺时针与卡爾瓦多斯省、厄尔省、厄尔-卢瓦省、萨尔特省、马耶讷省和芒什省接壤。
与巴约勒接壤的市镇（或旧市镇、城区）包括：布里约、库隆斯、盖普雷、梅里、蒙塔巴尔、奥卡涅、奥穆瓦、维勒迪约莱巴约勒、欧日地区古费恩。

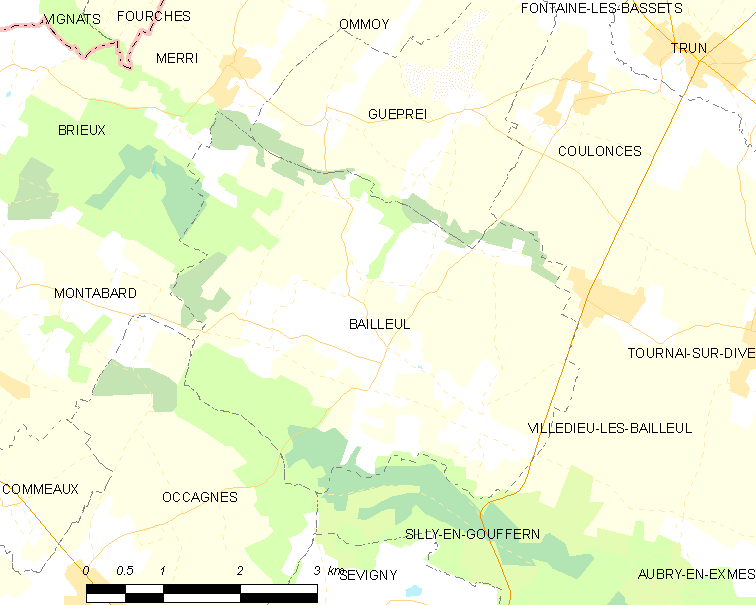
的OSM定位图

巴约勒的时区为UTC+01:00、UTC+02:00（夏令时）。

## 行政
巴约勒的邮政编码为61160，INSEE市镇编码为61023。

## 政治
巴约勒所属的省级选区为阿让唐第二县。

## 人口

1962-2008年间人口变化图示

巴约勒于2022年1月1日时的人口数量为608人。